# Prémios Emmy do Primetime de 2013
A 65.ª edição dos Prémios Emmy do Primetime premiou os melhores programas de televisão no horário nobre dos Estados Unidos exibidos no período de 1º de junho de 2012 até 31 de maio de 2013, conforme escolhido pela Academia de Artes e Ciências da Televisão. A cerimônia foi realizada no domingo, 22 de setembro de 2013 no Nokia Theatre, em Los Angeles, Califórnia, e foi transmitida nos EUA pela CBS. A cerimônia foi apresentada por Neil Patrick Harris. O Emmy dos Primetime Creative Arts foi realizado em 15 de setembro, sendo transmitido pela FXX em 21 de setembro. As nomeações foram anunciadas em 18 de julho de 2013.

## Indicados e vencedores
Os vencedores estão em negrito.

### Programas
| Melhor série de comédia - Modern Family (ABC) - 30 Rock (NBC) - Girls (HBO) - Louie (FX) - The Big Bang Theory (CBS) - Veep (HBO) | Melhor série dramática - Breaking Bad (AMC) - Downton Abbey (PBS) - Game of Thrones (HBO) - Homeland (Showtime) - House of Cards (Netflix) - Mad Men (AMC)                                                          |
| Melhor Talk Show - The Colbert Report (Comedy Central) - The Daily Show with Jon Stewart (Comedy Central) - Jimmy Kimmel Live! (ABC) - Late Night with Jimmy Fallon (NBC) - Real Time with Bill Maher (HBO) - Saturday Night Live (NBC) | Melhor minissérie ou telefilme - Behind the Candelabra (HBO) - American Horror Story: Asylum (FX) - The Bible (History) - Phil Spector (HBO) - Political Animals (USA Network) - Top of the Lake (Sundance Channel) |
| Melhor reality show de competição - The Voice (NBC) - The Amazing Race (CBS) - Dancing with the Stars (ABC) - Project Runway (Lifetime) - So You Think You Can Dance (Fox) - Top Chef (Bravo)                                           | |

### Atuação

#### Atuação principal
| Melhor ator em série de comédia - Jim Parsons como Dr. Sheldon Cooper em The Big Bang Theory (CBS) - Alec Baldwin como Jack Donaghy em 30 Rock (NBC) - Don Cheadle como Marty Kaan em House of Lies (Showtime) - Jason Bateman como Michael Bluth em Arrested Development (Netflix) - Louis C.K. como Louie em Louie (FX) - Matt LeBlanc como ele mesmo em Episodes (Showtime)   | Melhor atriz em série de comédia - Julia Louis-Dreyfus como Selina Meyer em Veep (HBO) - Amy Poehler como Leslie Knope em Parks and Recreation (NBC) - Edie Falco como Jackie Peyton em Nurse Jackie (Showtime) - Laura Dern como Amy Jellicoe em Enlightened (HBO) - Lena Dunham como Hannah Horvath em Girls (HBO) - Tina Fey como Liz Lemon em 30 Rock (NBC)                                                                                        |
| Melhor ator em série dramática - Jeff Daniels como Will McAvoy em The Newsroom (HBO) - Bryan Cranston como Walter White em Breaking Bad (AMC) - Damian Lewis como Nicholas Brody em Homeland (Showtime) - Hugh Bonneville como Robert Crawley em Downton Abbey (PBS) - Jon Hamm como Don Draper em Mad Men (AMC) - Kevin Spacey como Frank Underwood em House of Cards (Netflix) | Melhor atriz em série dramática - Claire Danes como Carrie Mathison em Homeland (Showtime) - Connie Britton como Rayna Jaymes em Nashville (ABC) - Elisabeth Moss como Peggy Olson em Mad Men (AMC) - Kerry Washington como Olivia Pope em Scandal (ABC) - Michelle Dockery como Lady Mary Crawley em Downton Abbey (PBS) - Robin Wright como Claire Underwood em House of Cards (Netflix) - Vera Farmiga como Norma Louise Bates em Bates Motel (A&E) |
| Melhor ator em minissérie ou telefilme - Michael Douglas como Liberace em Behind the Candelabra (HBO) - Al Pacino como Phil Spector em Phil Spector (HBO) - Benedict Cumberbatch como Christopher Tietjens em Parade's End (HBO) - Matt Damon como Scott Thorson em Behind the Candelabra (HBO) - Toby Jones como Alfred Hitchcock em The Girl (HBO)                             | Melhor atriz em minissérie ou telefilme - Laura Linney como Cathy Jamison em The Big C: Hereafter (Showtime) - Elisabeth Moss como Robin Griffin em Top of the Lake (Sundance Channel) - Helen Mirren como Linda Kenney Baden em Phil Spector (HBO) - Jessica Lange como Irmã Jude Martin em American Horror Story: Asylum (FX) - Sigourney Weaver como Elaine Barrish em Political Animals (USA)                                                      |

#### Atuação coadjuvante
| Melhor ator coadjuvante em série de comédia - Tony Hale como Gary Walsh em Veep (HBO) - Adam Driver como Adam Sackler em Girls (HBO) - Bill Hader como vários personagens em Saturday Night Live (NBC) - Ed O'Neill como Jay Pritchett em Modern Family (ABC) - Jesse Tyler Ferguson como Mitchell Pritchett em Modern Family (ABC) - Ty Burrell como Phil Dunphy em Modern Family (ABC)                                                  | Melhor atriz coadjuvante em série de comédia - Merritt Wever como Zoey Barkow em Nurse Jackie (Showtime) - Anna Chlumsky como Amy Brookheimer em Veep (HBO) - Jane Krakowski como Jenna Maroney em 30 Rock (NBC) - Jane Lynch como Sue Sylvester em Glee (Fox) - Julie Bowen como Claire Dunphy em Modern Family (ABC) - Mayim Bialik como Drª. Amy Farrah Fowler em The Big Bang Theory (CBS) - Sofía Vergara como Gloria Delgado-Pritchett em Modern Family (ABC) |
| Melhor ator coadjuvante em série dramática - Bobby Cannavale como Gyp Rosetti em Boardwalk Empire (HBO) - Aaron Paul como Jesse Pinkman em Breaking Bad (AMC) - Jonathan Banks como Mike Ehrmantraut em Breaking Bad (AMC) - Jim Carter como Charles Carson em Downton Abbey (PBS) - Mandy Patinkin como Saul Berenson em Homeland (Showtime) - Peter Dinklage como Tyrion Lannister em Game of Thrones (HBO)                             | Melhor atriz coadjuvante em série dramática - Anna Gunn como Skyler White em Breaking Bad (AMC) - Christina Hendricks como Joan Holloway em Mad Men (AMC) - Christine Baranski como Diane Lockhart em The Good Wife (CBS) - Emilia Clarke como Daenerys Targaryen em Game of Thrones (HBO) - Maggie Smith como Violet Crawley em Downton Abbey (PBS) - Morena Baccarin como Jessica Brody em Homeland (Showtime)                                                    |
| Melhor ator coadjuvante em minissérie ou telefilme - James Cromwell como Dr. Arthur Arden/Hans Grüper em American Horror Story: Asylum (FX) - John Benjamin Hickey como Sean Tolke em The Big C: Hereafter (Showtime) - Peter Mullan como Matt Mitcham em Top of the Lake (Sundance Channel) - Scott Bakula como Bob Black em Behind the Candelabra (HBO) - Zachary Quinto como Dr. Oliver Thredson em American Horror Story: Asylum (FX) | Melhor atriz coadjuvante em minissérie ou telefilme - Ellen Burstyn como Margaret Barrish em Political Animals (USA) - Alfre Woodard como Louisa "Ouiser" Boudreaux em Steel Magnolias (Lifetime) - Charlotte Rampling como Sally Gilmartin/Eva Delectorskaya (idosa) em Restless (Sundance Channel) - Imelda Staunton como Alma Hitchcock em The Girl (HBO) - Sarah Paulson como Lana Winters em American Horror Story: Asylum (FX)                                |

### Direção
| Melhor direção em série de comédia - Modern Family (Episódio: "Arrested"), dirigido por Gail Mancuso (ABC) - 30 Rock (Episódios: "Hogcock!" e "Last Lunch"), dirigidos por Beth McCarthy-Miller (NBC) - Glee (Episódio: "Diva"), dirigido por Paris Barclay (Fox) - Girls (Episódio: "On All Fours"), dirigido por Lena Dunham (HBO) - Louie (Episódio: "New Year's Eve"), dirigido por Louis C.K. (FX)                  | Melhor direção em série dramática - House of Cards (Episódio: "Chapter 1"), dirigido por David Fincher (Netflix) - Boardwalk Empire (Episódio: "Margate Sands"), dirigido por Tim Van Patten (HBO) - Breaking Bad (Episódio: "Gliding Over All"), dirigido por Michelle MacLaren (AMC) - Downton Abbey (Episódio: "Episódio Four"), dirigido por Jeremy Webb (PBS) - Homeland (Episódio: "Q&A"), dirigido por Lesli Linka Glatter (Showtime) |
| Melhor direção em especial de variedades - Saturday Night Live, dirigido por Don Roy King (NBC) - The Colbert Report, dirigido por James Hoskinson (Comedy Central) - The Daily Show with Jon Stewart, dirigido por Chuck O'Neil (Comedy Central) - Jimmy Kimmel Live!, dirigido por Andy Fisher (ABC) - Late Show with David Letterman, dirigido por Jerry Foley (CBS) - Portlandia, dirigido por Jonathan Krisel (IFC) | Melhor direção em minissérie, telefilme ou especial dramático - Behind the Candelabra, dirigido por Steven Soderbergh (HBO) - The Girl, dirigido por Julian Jarrold (HBO) - Phil Spector, dirigido por David Mamet (HBO) - Ring of Fire, dirigido por Allison Anders (Lifetime) - Top of the Lake (Episódio: "Part 5"), dirigido por Jane Campion e Garth Davis (Sundance Channel)                                                           |

### Roteiro
| Melhor roteiro em série de comédia - 30 Rock (Episódio: "Last Lunch"), escrito por Tina Fey e Tracey Wigfield (NBC) - 30 Rock (Episódio: "Hogcock!"), escrito por Jack Burditt e Robert Carlock (NBC) - Episodes (Episódio: "Episode Nine"), escrito por David Crane e Jeffrey Klarik (Showtime) - Louie (Episódio: "Daddy's Girlfriend, Part 1"), escrito por Pamela Adlon e Louis C.K. (FX) - The Office (Episódio: "Finale"), escrito por Greg Daniels (NBC) | Melhor roteiro em série dramática - Homeland (Episódio: "Q&A"), escrito por Henry Bromell (Showtime) - Breaking Bad (Episódio: "Dead Freight"), escrito por George Mastras (AMC) - Breaking Bad (Episódio: "Say My Name"), escrito por Thomas Schnauz (AMC) - Downton Abbey (Episódio: "Episode Four"), escrito por Julian Fellowes (PBS) - Game of Thrones (Episódio: "The Rains of Castamere"), escrito por David Benioff e D. B. Weiss (HBO) |
| Melhor roteiro de especial de variedades - The Colbert Report (Comedy Central) - The Daily Show with Jon Stewart (Comedy Central) - Jimmy Kimmel Live! (ABC) - Portlandia (IFC) - Real Time with Bill Maher (HBO) - Saturday Night Live (NBC) | Melhor roteiro para série limitada, telefilme ou especial dramático - The Hour, escrito por Abi Morgan (BBC America) - Behind the Candelabra, escrito por Richard LaGravenese (HBO) - Parade's End, escrito por Tom Stoppard (HBO) - Phil Spector, escrito por David Mamet (HBO) - Top of the Lake, escrito por Jane Campion e Gerard Lee (Sundance Channel)                                                                                    |